# かづの厚生病院
かづの厚生病院（かづのこうせいびょういん）は、秋田県鹿角市花輪字向畑にある秋田県厚生農業協同組合連合会（JA秋田厚生連）が設置する病院である。

## 概要
花輪盆地の鹿角市中心部の北に位置し、二次医療圏は大館・鹿角になっているが、実際は立地条件により、鹿角市のほか、鹿角郡小坂町および岩手県八幡平市から受診する患者がいる。

## 沿革
- 1934年（昭和9年）8月 - 花輪医療購買利用組合を設立し、個人病院を購入する。
- 1941年（昭和16年）7月 - 鹿角医療購買組合に統合し、鹿角組合病院に改称する。
- 1943年（昭和18年）12月 - 管理を秋田県農業会に移管する。
- 1948年（昭和23年）8月15日 - 秋田県厚生農業協同組合連合会に移管し、この日を開設日とする。
- 1967年（昭和42年）
  - 8月 - 救急告示病院の指定を受ける。
  - 11月 - 名称を鹿角組合病院から鹿角組合総合病院へ改称する。
- 2010年（平成22年）
  - 4月30日 - 新築移転のため鹿角組合総合病院を廃院とし、救急告示病院の指定をいったん解除[2]。
  - 5月 - かづの厚生病院として開院する。
  - 6月1日 - 新病院が救急告示病院に指定される[2]。

## 医療機関の指定等
- 保険医療機関
- 救急告示病院[3]
- 災害拠点病院[3]
- 協力型臨床研修指定病院
- へき地医療拠点病院[3]
- 労災指定医療機関
- 二次健診等給付医療機関
- 養育医療機関
- 母体保護法指定医療機関
- 身体障害者福祉法指定
- 生活保護法指定病院
- 被爆者一般疾病医療機関
- 指定自立支援医療機関（育成・更生医療)
- 指定自立支援医療機関（精神通院医療）
- エイズ地域診療病院
- 結核指定医療機関
- 第二種感染症指定医療機関
- 秋田県肝炎治療特別事業に係る医療機関
- 岩手県肝炎治療指定医療機関
- リハビリテーション総合承認施設

## 認定専門医人数
専門医の人数はあきた医療情報ネットワークが公開している数値による。
- 公益社団法人 日本整形外科学会 整形外科専門医 1人
- 一般社団法人 日本消化器内視鏡学会 消化器内視鏡専門医 2人
- 公益社団法人 日本産科婦人科学会 産婦人科専門医 2人
- 一般社団法人 日本形成外科学会 形成外科専門医 1人
- 一般社団法人 日本人類遺伝学会 臨床遺伝専門医 1人
- 一般社団法人 日本外科学会 外科専門医 1人
- 一般社団法人 日本救急医学会 救急科専門医 1人
- 一般財団法人 日本消化器病学会 消化器病専門医 1人
- 公益社団法人 日本小児科学会 小児科専門医 1人
- 一般社団法人 日本消化器外科学会 消化器外科専門医 1人
- 一般社団法人 日本脳神経外科学会 脳神経外科専門医 2人

## 交通アクセス
鉄道
- JR 柴平駅下車、徒歩20分

路線バス  厚生病院前バス停。鹿角花輪駅より秋北バスが運行する以下の路線バスが停車する。
- 大館方面
- 小坂操車場行
- ホテル鹿角行
- 花輪市街地循環バス『たんぽこまち号』

車
- 東北自動車道 鹿角八幡平ICから国道282号経由、約5分

駐車場（無料）
- 一般：500台
- 身体障害者用：10台